# Keystone Motor Company
Keystone Motor Company war ein US-amerikanischer Hersteller von Automobilen und Motoren.

## Unternehmensgeschichte
Das Unternehmen wurde 1900 in Philadelphia in Pennsylvania gegründet. Im Sommer 1900 begann die Produktion von Automobilen. Der Markenname lautete Keystone. Edward B. Gallaher war der Konstrukteur. Außerdem wurden Motoren angeboten. Bereits bis August 1900 waren 9 Fahrzeuge und 71 Motoren verkauft. Die Verkäufe stiegen weiter an.
Im November 1900, im fünften Monat des Unternehmens, nahmen die Inhaber ein gutes Angebot von Searchmont Motor an und verkauften alles.
Es gab keine Verbindungen zu den anderen US-amerikanischen Herstellern von Autos der Marke Keystone: 
Keystone Match & Machine Company, Munch Motor Car Company und H. Cook & Brothers.

## Fahrzeuge
Alle Modelle hatten einen wassergekühlten Einzylindermotor mit 5 PS Leistung. Zur Wahl standen Autocycle als Zweisitzer, Wagonette als zweisitziger Runabout und ein einsitziger Lieferwagen.

## Modellübersicht
| Jahr | Modell          | Zylinder | Leistung (PS) | Radstand (cm) | Aufbau      |
| ---- | --------------- | -------- | ------------- | ------------- | ----------- |
| 1900 | Autocycle       | 1        | 5             | 132           |             |
| 1900 | Wagonette       | 1        | 5             | 132           | Runabout    |
| 1900 | Parcel Delivery | 1        | 5             | 132           | Lieferwagen |